# Brocas Helm
I Brocas Helm sono una heavy metal band statunitense formatasi a San Francisco, California.

## Storia del gruppo
La band, il cui nome deriva dall'armatura custodita nella Torre di Londra, è stata fondata nel 1982 da Bobbie Wright (voce, chitarra), James Schumacher (basso) e Jack Hays (batteria). Con questa formazione hanno firmato un contratto con la First Strike Records negli USA, la quale ha concesso in licenza alla Steamhammer Records la pubblicazione per l'Europa, e nello stesso anno hanno pubblicato il disco d'esordio intitolato Into Battle. Ma dopo diverse incomprensioni (ad esempio la copertina usata era stata scelta senza il loro consenso) hanno ritenuto di doversi separarsi dall'etichetta, anche se il contratto prevedeva un altro album.
Dopo aver a lungo cercato una nuova etichetta e avendo ricevuto poco interesse, la band ha deciso di registrare e pubblicare autonomamente un nuovo LP. Nell'arco di tre anni hanno lavorato nello studio "Caverns of Thunder" per la registrazione di un demo al quale è seguito l'album Black Death (con Tom Benhey alla batteria e con un secondo chitarrista) pubblicato dalla loro etichetta Gargoyle Records. In seguito hanno registrato il demo "Helm's Deep", principalmente per trovare un contratto in modo da poter pubblicare un disco con una qualità più elevata. Ma per molti anni i Brocas Helm non hanno trovato nessuna etichetta adatta alle loro esigenze, così hanno prodotto e rilasciato l'EP Ghost Story in cassetta nel 1994 e il singolo Time of the Dark del 2000. In precedenza, nel 1997, l'etichetta Bad Posture Records aveva pubblicato il singolo Blood Machine/Skullfucker. Nel 2003 hanno firmato un contratto con la Eat Metal Records, che ha pubblicato il live Black Death in Athens e ristampato i primi due dischi della band con diverse tracce bonus ed una nuova grafica. Nel 2004 è uscito l'album Defender of the Crown, ancora una volta autoprodotto, seguito da alcune date live tra cui l'esibizione sul palco dell'Headbangers Open Air. L'anno successivo hanno suonato per la prima volta in Italia con due concerti
Nel 2011 hanno partecipato al festival Keep It True XIV e l'anno successivo al Ragnarökkr Metal Apocalypse. Nei primi mesi del 2015 hanno tenuto due date dal vivo negli Stati Uniti, di cui una a New York assieme agli Exciter.

## Formazione

### Formazione attuale
- Bobbie Wright - voce, chitarra
- James Schumacher - basso
- Jack Hays - batteria

### Ex componenti
- John Grey - chitarra
- Tom Benhey - batteria

## Discografia

### Album in studio
- 1984 - Into Battle
- 1988 - Black Death
- 2004 - Defender of the Crown

### Album live
- 2004 - Black Death in Athens

### EP
- 1994 - Ghost Story

### Demo
- 1983 - Demo I
- 1987 - Black Death
- 1989 - Helm's Deep

### Singoli
- 1997 - Time of the Dark
- 2000 - Blood Machine/Skullfucker